# Vicky Barr
Vicky Barr (Reino Unido, 14 de abril de 1982) es una atleta británica especializada en la prueba de 4x400 m, en la que consiguió ser subcampeona europea en pista cubierta en 2009.

## Carrera deportiva
En el Campeonato Europeo de Atletismo en Pista Cubierta de 2009 ganó la medalla de plata en los relevos de 4x400 metros, con un tiempo de 3:30.42 segundos, tras Rusia (oro) y por delante de Bielorrusia (bronce).